# Canon EOS 50D
La Canon EOS 50D és una càmera reflex digital de gamma mitja, anunciada per Canon el 2008. Aquesta, és una evolució de la Canon 40D, llençades al mercat amb un any de diferència.
El 50D es va oferir només com a cos o en un paquet amb un objectiu EF-S 18-200 mm f/3.5-5.6 IS o l'EF 28-135 f/3.5-5.6 IS USM.
La 50D pot realitzar una ràfega de fins a 6,3 fps, consta d'un sistema AF de 9 punts i un sensor d'imatge de 15,1 megapíxels.
Aquest model va ser substituit el 2010 per la Canon EOS 60D.

## Característiques
Les seves característiques més destacades són:
- Sensor CMOS APS-C de 15,1 megapíxels
- Processador d'imatge DIGIC 4
- 9 punts d'autoenfocament en creu
- Disparo continu de 6,3 fotogrames per segon
- Sensibilitat ISO 100 - 3.200 (ampliable fins a H1: 6.400 i H2: 12.800)
- Pantalla LCD de 3,0" de 920.000 píxels
- Bateria BP-511

Aquesta, és la ultima Canon de la gamma xxD que utilitza una CompactFlash o Microdrive com a emmagatzematge de memòria, juntament amb la bateria de la sèrie BP-511, la 60D ja va utilitzar targetes SD i la bateria LP-E6.

## Diferències respecte a la 40D
La Canon 50D té més megapíxels (15,1Mpx en lloc de 10,1Mpx). La 50D al tenir un sensor d'imatge i un processador més nous, pot arribar a ISO més altes, fins a 12.800 (ampliat) en lloc de fins a 3.200.
La nova Canon incorpora una pantalla de 920.000 píxels mentre que la de la 40D és de 230.000 píxels.

## Inclòs a la caixa
- Cos de la Canon EOS 50D[9]
- Ocular Eb
- Tapa de la càmera R-F-3
- Corretja per la càmera EW-EOS 50D
- Bateria BP-511
- Bateria de liti CR2016 (Data / temps)
- Carregador de bateria GG-580 / CB-5L
- Cable USB IFC-200U
- Cable de vídeo VC-100
- CD de software: EOS Digital Solution i d'instruccions

## Accessoris compatibles
- Tots els objectius amb muntura EF / EF-S
- Flaixos amb muntura Canon
- Micròfons amb entrada de Jack 3,5 mm
- Targetes de memoria SD, SDHC i SDXC
- Cable mini HDMI (tipus C)